# Jezioro Spychowskie
Jezioro Spychowskie – jezioro w woj. warmińsko-mazurskim, w powiecie szczycieńskim, w gminie Świętajno, leżące na terenie Równiny Mazurskiej.

## Opis
Jezioro zbliżone kształtem do litery C o osi skierowanej z północy na południe. Brzegi są płaskie, dalej od lustra wody pagórkowate. Leżą na nich podmokłe łąki, kępy lasu i pola, a na wschodnim brzegu wieś Spychowo. Mimo bliskości zabudowań, jezioro jest czyste.
Dojazd: ze Szczytna drogą krajową 58 w stronę Ostrołęki, następnie po 1 km w lewo powiatową nr 26629 drogą do Świętajna i dalej do Spychowa. Wędkarsko jezioro zaliczane jest do typu linowo-szczupakowego. Jezioro otwarte, poprzez cieki: wpływa do niego strumyk z jeziorka Cichego, wpływa do niego rzeka Krutynia z jeziora Zyzdrój Mały (zwana w tym miejscu Zyzdrój lub Zyzdrojową Strugą), wypływa z niego rzeka Krutynia płynąca do jeziora Zdróżno (rzeka zwana jest na tym odcinku Spychowską Strugą)

## Turystyka
Jezioro leży na szlaku kajakowym rzeki Krutyni. Czyste, przepływowe, doskonale nadaje się do kąpieli, średnio zasobne w ryby. Oprócz linów i szczupaków występuje m.in. sandacz. Dostępne od strony miasta, jest tam pole namiotowe, a na pograniczu jeziora i Krutyni ośrodek PTTK.

## Dane morfometryczne
Powierzchnia zwierciadła wody według różnych źródeł wynosi od 46,0 ha do 48,8 ha.
Zwierciadło wody położone jest na wysokości 125,7 m n.p.m. Średnia głębokość jeziora wynosi 2,3 m, natomiast głębokość maksymalna 7,7 m lub 8,5 m.
W oparciu o badania przeprowadzone w 1990 roku wody jeziora zaliczono do II klasy czystości.

## Hydronimia
Według urzędowego spisu opracowanego przez Komisję Nazw Miejscowości i Obiektów Fizjograficznych (KNMiOF) nazwa tego jeziora to Jezioro Spychowskie. Do 1945 roku jezioro nazywało się Puppener See, następnie do 1960 roku to obowiązywała nazwa Jezioro Pupskie wymienianą wciąż w niektórych publikacjach jako nazwa oboczna.